# Line to Tomorrow
Line to Tomorrow è un'antologia di racconti composti da Henry Kuttner e C. L. Moore sotto lo pseudonimo di Lewis Padgett, pubblicata da Bantam Books nel 1954. Alcuni dei suoi contenuti erano già apparsi nella precedente raccolta A Gnome There Was and Other Tales of Science Fiction and Fantasy (1950).

## Lista dei racconti
I racconti marcati con il simbolo * erano già apparsi in A Gnome There Was and Other Tales of Science Fiction and Fantasy.
1. Line to Tomorrow (1945)
2. A Gnome There Was (1941)*
3. What You Need (1945)*
4. Private Eye (1949)
5. The Twonky (1942)*
6. Compliments of the Author (1942)*
7. When the Bough Breaks (1944)